# Gresham College

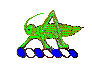
Gresham sprinkhaan

Gresham College in Londen werd in 1597 opgericht door sir Thomas Gresham. In zijn woonhuis aan de Bishopsgate gaven de Gresham Professors er gratis publieke voordrachten. Dergelijke voordrachten vinden tot op heden nog steeds plaats in Barnard's Inn Hall.
Het is in Gresham College dat de befaamde Royal Society werd opgericht. Sinds 2001 staan alle colleges op internet.